# António Casimiro
António Casimiro Sá Ó da Silva (26 de Junho de 1934) é um cenógrafo e figurinista português. É, também, membro da direcção da Sociedade Portuguesa de Autores e coordenador cenográfico do Teatro Aberto.

## Biografia
Concluiu a Escola de Artes Decorativas António Arroio e Escola Superior de Belas Artes.
Foi bolseiro da Fundação Gulbenkian na RAI-TV italiana em 1960, em 1973 voltou para Itália com bolsa do Governo Italiano para ingressar num Curso Geral de Televisão em Florença, em 1976 concluiu em Paris um estágio de televisão em cores.
Professor na Escola Superior de Teatro e Cinema e na Universidade Aberta. Entrou para a RTP como Assistente de Octávio Clérigo em fins de 1958. Foi durante trinta e sete anos cenografista da RTP, vinte dos quais como cenografista principal e dezoito como chefe de Serviço de cenografia que engloba cenários, figurinos, guarda roupa e caracterização.
Trabalha para produtoras independentes ligadas às várias televisões.
Participou em exposições na Europa e como outros artistas representou Portugal na 9º Quadrienal de Praga.
É cenógrafo de televisão, teatro, de ópera, bailado, cinema, revista.

## Cenografia em televisão
Na RTP fez Musicais, teleteatro, concursos, telejornais, talk-shows, Jogos sem Fronteiras, “1,2,3”, Totoloto, etc.
As suas obras mais significativas são:
- Os Imigrantes (1978),
- O Mundo Começa às 5h47mn (1991),
- Raios e Coriscos (1992),
- Na Paz dos Vamos Contar Mentiras (!985),
- Os Maias (1987),
- Marta e Ricardina (1989),
- Anjos e Cinzas (1992),
- Veneno do Sol (1993),
- Mano a Mano(1994),
- a Verdade do Oeste (1994),
- Nós os Gordos (1994), 25 de Abril (TVI1996),
- As Velhas (1996),
- Infantil SIC (1996),
- Assalto à Televisão (1997),
- Médico de Família(1997),
- Ballet Rose (1997),
- Agildo Ribeiro e os Trapalhões (1997),
- África Aqui(1998),
- Diário de Maria (1998),
- Os Jornalistas (1998),
- Casos de Policia (1998),
- Os Principais (1999),
- Docas (1999)
- Raia dos Medos (1999/2000),
- Bacalhau com todos (1999/2000),
- Nicolau Show 1 e 2 (2000),
- Carlos Cruz quartas-feiras(2000),
- Boa Tarde (2000),
- TV Medicina (2000),
- Olhos de Água (2000),
- Jardins Proibidos (2000),
- Conde de Abranhos (2000),
- Estação da Minha Vida (2000)
- Zip-Zap (SIC2001),
- Name that tone (2001),
- National Geografic (2002),
- Lusitana Paixão (2002),
- Tudo por Amor (2002),
- O jogo(2002),
- Santos da Casa (2003)
- Totoloto (2004).

## Teatro
- Pedro, o Cru" foi das grandes produções do ano de 1966,
- Francisca" - Realização Manoel de Oliveira (1981),
- Oiçam Como Eu Respiro (1982),
- Odisseia no Terreiro do Paço (1984),
- A boa pessoa de Sezuan” (1984),
- O Tempo e o Quarto,
- Fernando Krapp escreveu-me esta Carta,
- UBU Português(2002),
- Luz de Inverno,
- O Barbeiro de Sevilha, de Beaumarchais,
- A vida tem destas coisas (2001),
- Sexta Feira, Dia da Libertação (2003),
- Dança com Letras,
- D. Quixote de la Mancha,
- Casa de Bonecas"(2007),
- Pedra, Tesoura e Papel"(2007).

## Prémios/Exposições
- "A boa pessoa de Sezuan" - Prémio Revista "Eles e Elas" - Melhor Cenografia 1984.
- Museu Nacional do Teatro (2007)